# Alison Ramsay
Alison Gail Ramsay  (ur. 16 kwietnia 1959 w Londynie) – szkocka i brytyjska hokeistka na trawie. Brązowa medalistka olimpijska z Barcelony.
Zawody w 1992 były jej drugimi igrzyskami olimpijskimi. Wystąpiła w pięciu spotkaniach i zdobyła jedną bramkę. Z reprezentacją Wielkiej Brytanii brała również udział w igrzyskach w Seulu cztery lata wcześniej. Brytyjki zajęły czwarte miejsce (5 spotkań). Z reprezentacją Szkocji brała udział m.in. w mistrzostwach Europy w 1987 i 1995.